# Heilig-Geist-Basilika (Buenos Aires)

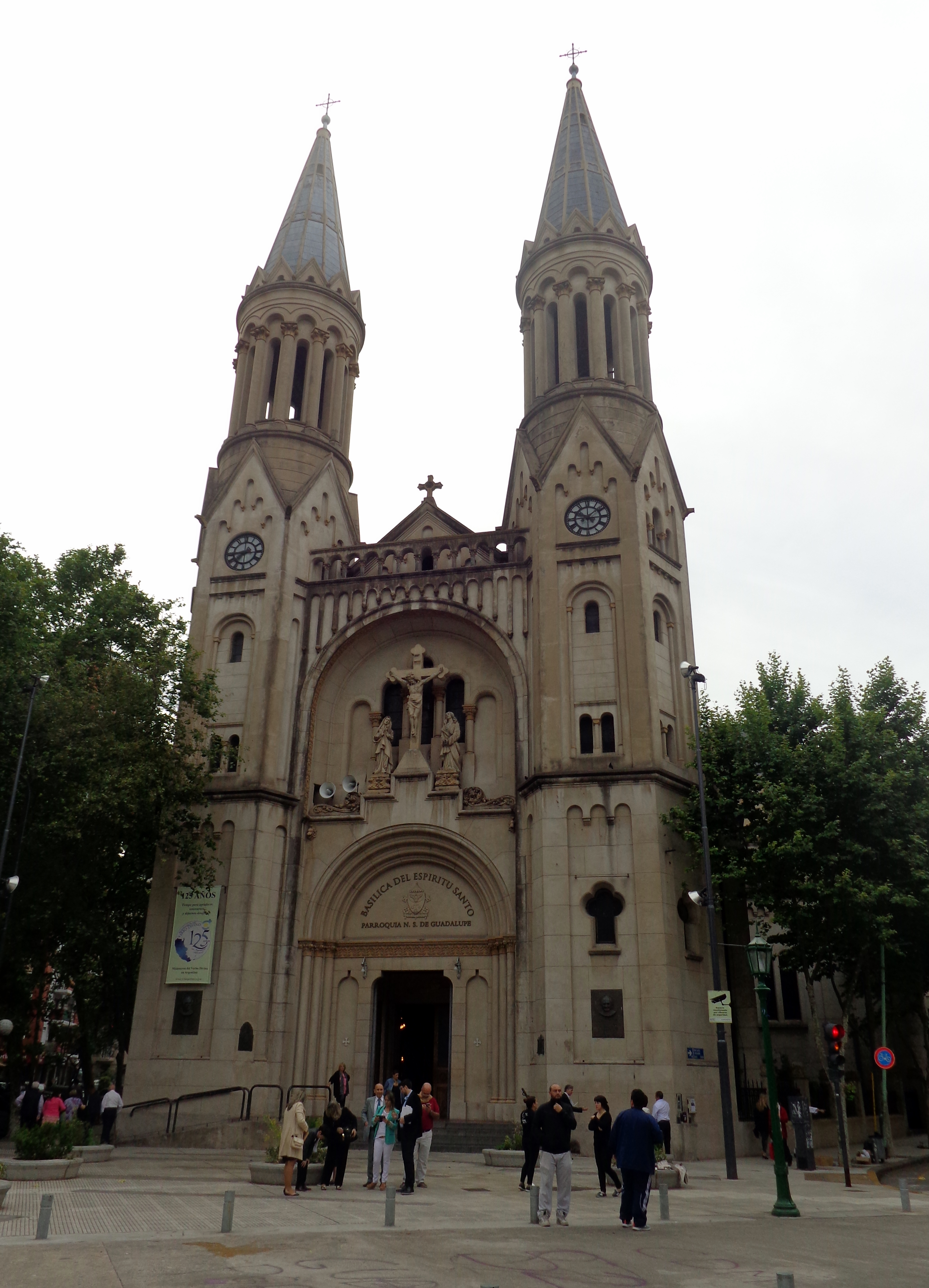
Fassade der Basilika

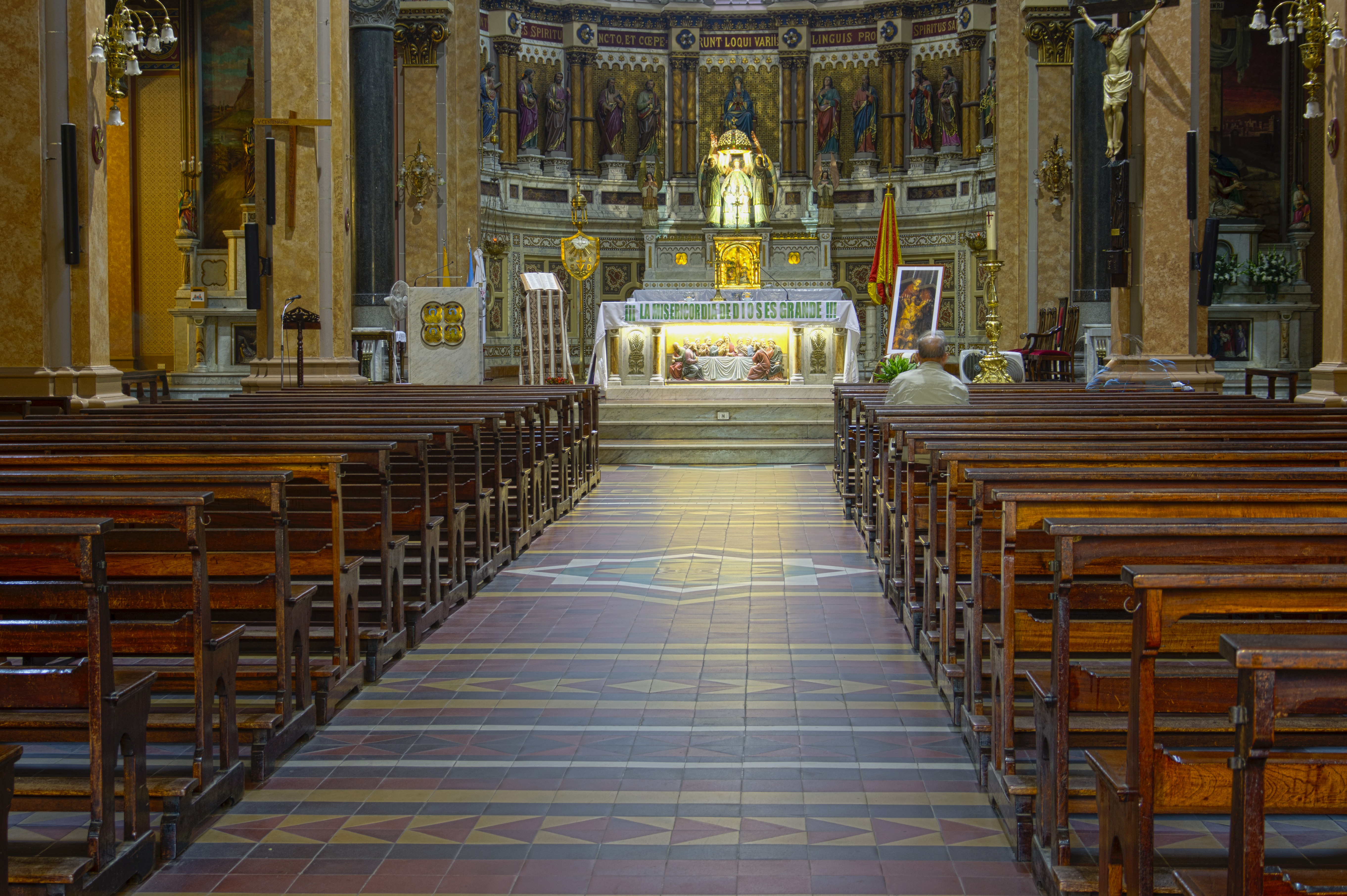
Altarbereich

Die Heilig-Geist-Basilika (spanisch Basílica del Espíritu Santo) ist eine römisch-katholische Kirche im nördlichen Stadtviertel Palermo von Buenos Aires, der Hauptstadt Argentiniens. Die Kirche der Pfarrei Unserer Lieben Frau von Guadalupe gehört zum Erzbistum Buenos Aires und hat den Rang einer Basilica minor.

## Geschichte
Im Jahr 1890 wurde eine Kapelle eingeweiht, die Unserer Lieben Frau von Guadalupe gewidmet war und der Familie Figueroa gehörte. 1894, als die ersten Missionare der Gesellschaft des Göttlichen Wortes (Steyler Missionare) in Buenos Aires eintrafen, bot ihnen der Bischof die Kapelle als Hauptquartier an. 1896 wurde die Vizepfarrei Guadalupe gegründet. Aber bald war diese Kapelle für die wachsenden Gemeindemitglieder zu klein. Daher begannen die Missionare 1901 mit dem Bau einer neuen Kirche. Die Kirche wurde 1907 eröffnet und erhielt das Patrozinium des Heiligen Geistes. 1939 erhob Papst Pius XII. die Kirche in den Rang einer Basilica minor. Im Jahr 2000 wurde das Gebäude komplett restauriert.

## Architektur
Die dreischiffige Kirche wurde auf einer Anhöhe im neoromanischen Stil in der Bauweise einer Basilika auf dem Grundriss eines lateinischen Kreuzes entworfen. Der Eingangsbereich besitzt eine 54 Meter hohe Doppelturmfassade zur Plaza Güemes, die anderen Kreuzenden sind mit runden Apsiden abgeschlossen. Die Basilika hat eine Länge von 53 Metern und eine Breite von 20 Metern im Mittelschiff und 43 Metern im Querschiff. Die Innenhöhe beträgt 18 Meter. Die hohen Gewölbe mit breiten Rundbögen ruhen auf schlanken Pfeilern belgischem Granit. Über der Vierung erhebt sich eine flache Kuppel. Die Beleuchtung erfolgt durch prächtige Buntglasfenster aus Frankreich. Wände und Gewölbe sind umfangreich ausgemalt. Über dem Eingangsportal wurde eine Kalvarienberggruppe installiert. Die von eleganten Säulen gebildeten Glockentürme besitzen jeweils aus Deutschland stammende Kirchturmuhren, eine mit einem Geläut von drei kleinen Glocken. Das große Geläut mit fünf mächtigen Glocken wurde vom Bochumer Verein gegossen.